# Engagement critique
Pour plus de détails, voir Fiche technique et Distribution.
Engagement critique (Critical Assignment) est un film d'action britannico-sud-africain réalisé par Jason Xenopoulos et sorti en 2004.
Guinness Nigeria Plc a réalisé et financé le film sans, pour autant, en révéler le budget. Le film a été produit par Bob Mahoney, un britannique, et le scénario a été écrit par Tunde Babalola (en). 
Il a été filmé dans plusieurs pays comme le Cameroun, le Ghana, le Kenya, le Nigéria et l'Afrique du Sud.

## Fiche technique
- Titre : Engagement critique
- Titre original : Critical Assignment
- Réalisation : Jason Xenopoulos
- Scénario : Tunde Babalola, Celia Couchman et Bob Mahoney
- Musique : Joe Campbell et Paul Hart
- Photographie : Michael Alan Brierley
- Montage : Ronelle Loots
- Production : Bob Mahoney
- Société de production : MPTM et Moonlighting Films
- Pays :  Royaume-Uni et  Afrique du Sud
- Genre : Action et drame
- Durée : 110 minutes
- Dates de sortie : 
  -  Cameroun : avril 2003 (Douala)
  -  Royaume-Uni : 3 mai 2004 (Commonwealth Film Festival)

## Distribution
- Cleveland Mitchell : Michael Power
- Moshidi Motshegwa : Anita Chiama
- Terence Reis : Ed Johnson
- Richard Mofe-Damijo : le président
- Kamau Wa Mbugwa : Patrick Lembe
- Patrick Shai : Charles Ojuka
- Nambitha Mpumlwana : Jaclyn Muwangi
- Marius Weyers : Thomas Rhines
- Grant Swanby : Jon Marshall
- Hakeem Kae-Kazim : Jomo
- Bukky Ajayi : Mme. Baka
- Kamo Masilo : Benji